# Кузьмин, Дмитрий Михайлович
Дмитрий Михайлович Кузьмин — советский хозяйственный, государственный и политический деятель.

## Биография
Родился в 1908 году в Нарве. Член КПСС с 1929 года.
С 1926 года — на хозяйственной, общественной и политической работе. В 1926—1971 гг. — участник подпольного коммунистического движения в Эстонии, арестован, заключённый в течение 8 лет, строитель, бухгалтер в Таллинне, редактор газеты «Трудовой путь» (орган ЦК КП(б) Эстонии в 1940 году), инструктор Организационно-инструкторского отдела ЦК КП(б) Эстонии, и. о. заведующего Отделом торговли ЦК КП(б) Эстонии, участник Великой Отечественной войны, инспектор политотдела 8-го Эстонского стрелкового корпуса, секретарь ЦК КП(б) Эстонии по кадрам, секретарь ЦК КП(б) Эстонии, министр социального обеспечения Эстонской ССР, председатель Комиссии советского — государственного контроля СМ Эстонской ССР, заместитель председателя Комитета народного контроля Эстонской ССР.
Депутат Государственного совета Эстонии (1940), принявшего решение о присоединении к СССР. Избирался депутатом Верховного Совета Эстонской ССР 1-7-го созывов.
Умер в Таллинне в 1998 году.